# Histoire militaire de l'Arménie
 (novembre 2023).
Si vous disposez d'ouvrages ou d'articles de référence ou si vous connaissez des sites web de qualité traitant du thème abordé ici, merci de compléter l'article en donnant les références utiles à sa vérifiabilité et en les liant à la section « Notes et références ».
L'histoire militaire de l'Arménie est définie par la situation des hauts plateaux arméniens entre les États hellénistiques et plus tard l'Empire byzantin à l'ouest et l'Empire perse à l'est. Le royaume d'Arménie a eu une série de luttes répétées pour l'indépendance de la Perse ou de Rome, suivies de nouvelles conquêtes dans l'un ou l'autre des empires voisins. La période qui suit les conquêtes musulmanes du VIIe siècle jusqu'à la fin du XVe siècle est principalement marquée par la domination d'autres empires, tels que les califes arabes successifs, l'Empire seldjoukide, l'Ilkhanat, l'Empire timouride et les Aq Qoyunlu et Qara Qoyunlu, entre autres. Quelques périodes de plus grande indépendance militaire ont été obtenues, par intermittence, sous les Bagratides et, bien que situé en dehors des hauts plateaux arméniens, sous le royaume arménien de Cilicie.
Dès le début du XVIe siècle, l'Arménie orientale passe sous la domination des dynasties successives de l'Iran, à savoir les Séfévides, suivis par les Afcharides et les Kadjars. Au cours du XVIe siècle, et de manière décisive avec le traité de Zuhab (1639), l'Arménie occidentale est passée sous la domination ottomane. Entre le XVIe et le milieu du XVIIe siècle, cependant, beaucoup de guerres fréquentes entre Ottomans et Perses ravageaient les deux parties de l'Arménie alors que les deux rivaux tentaient d'étendre leurs territoires. De nombreux Arméniens ont combattu dans les armées ottomane et iranienne pendant des siècles.
Après avoir perdu la guerre en 1828, les Kadjars cèdent l'Arménie orientale à l'Empire russe. Ainsi, à partir de 1828, l'Arménie historique se trouve de nouveau entre deux empires, cette fois l'Empire ottoman et l'Empire russe. Pendant les événements du génocide arménien, de nombreux Arméniens ont résistés aux actions du gouvernement turc et ont pris les armes.
En 1991, lorsque la république d'Arménie est fondée après la dissolution de l'URSS, les relations hostiles avec la République voisine d'Azerbaïdjan et le conflit du Haut-Karabagh ont été considérés comme les questions militaires les plus importantes en Arménie.